# Now (The Dubliners-album)
 For alternative betydninger, se Now. (Se også artikler, som begynder med Now)
Now er et studiealbum af The Dubliners udgivet i 1975.
Både Ciaran Bourke og Ronnie Drew havde forladt bandet i 1974. Drew for at gå solo, og Ciaran, fordi han havde haft en hjerneblødning.
I stedet blev Jim McCann medlem og optog dette album sammen med de resterende tre "gamle" Dubliners: Luke Kelly, Barney McKenna og John Sheahan.
Coveret har billeder Kelly, McCann, McKenna og Sheahan samt af Bourke, på trods af at han ikke medvirker på albummet.
Ændringen i personalet ændrede lyden i bandet. McCann bidrog med sangen "Carrickfergus" som senere er blevet en af hans mest populære og efterspurgte sange.
Albummet indeholder også sangen "The Unquiet Grave", som er en gammel engelsk ballade. Luke Kelly synger denne sang.

## Spor[2]

### Side Et
1. "Farewell to Carlingford"
2. "The Old Triangle"
3. "The Beggarman"
4. "Matt Hyland"
5. "The Downfall of Paris"
6. "Carrickfergus"

### Side To
1. "Lord of the Dance"
2. "The Lifeboat Mona"
3. "Farewell to Ireland"
4. "The Unquiet Grave"
5. "Lord Inchiquin"
6. "The Lark in the Morning"